# Soucelles
Soucelles est une ancienne commune française située dans le département de Maine-et-Loire, en région Pays de la Loire, devenue le 1er janvier 2019, une commune déléguée de la commune nouvelle de Rives-du-Loir-en-Anjou.

## Géographie
Commune angevine du Baugeois, Soucelles se situe au nord de Villevêque et à quinze kilomètres au nord d’Angers, sur les routes D 109, Briollay / Seiches-sur-le-Loir, D 113, Tiercé / Le Plessis-Grammoire, et D 313, Montreuil-sur-Loir.
Le Loir, au sud, forme sa limite naturelle.

## Histoire
Très tôt l’homme a été attiré par ce doux paysage puisque l’histoire ancienne de Soucelles se confond avec la présence d’une tribu gauloise - les Andigaves - qui vivait dans la région au Ier siècle av. J.-C.
En direction de Briollay l’on traverse un petit village pittoresque la Roche Foulques où se trouve une superbe chapelle surplombant le Loir : la  chapelle Saint-Julien du XIIe siècle. Un autre ouvrage plus récent (1871) mais non moins pittoresque mérite le détour : le lavoir. Il est situé à l’entrée du bourg, sur le parcours des chemins de randonnée, en direction du site naturel dit l’Espace du Loir qui borde le Loir et où les promeneurs côtoient en bonne intelligence les pêcheurs venus taquiner le gardon et l’ablette mais aussi les sandres et brochets prolifiques dans les méandres du Loir.
Le dolmen de la pierre Césée et le menhir dit le Doigt de César confirment d’une présence humaine sur les bords du Loir à l’époque du néolithique.
Soucelles est donc habitée depuis fort longtemps lorsqu’une tribu celte, les Andegaves venant des régions danubienne ou rhénane, arrive par le Loir.
Des landes, des marécages et d’immenses forêts couvraient cet espace où vivaient des hommes peu puissants qui adoptèrent la langue, la religion et les coutumes de leurs envahisseurs, les Andegaves.
Durant les invasions romaines, les habitants acceptent facilement la nouvelle civilisation imposée par les armes. Des défrichements importants commencèrent à modifier l’aspect de la campagne.
Après l’attribution du comté entier d’Anjou en 900 à Foulques Ier le Roux, l’Anjou s’installe dans la féodalité.
Deux fiefs s’étaient constitués à la Roche-Foulques et à Soucelles.
À partir du XIIe siècle, une famille de chevalerie qui s’était distinguée au cours des guerres bretonnes, reçut à titre de récompense la terre de Soucelles. Cette famille de seigneur a porté le nom de Soucelles pendant plus de cinq siècles.
Durant les guerres de religion, deux frères, Anceau et Marc de Soucelles, ont combattu pour la doctrine calviniste. Une répression rude fut menée contre la réforme, et le château de Soucelles appartenant aux seigneurs protestants fut incendié. En 1563, Charles IX accordera une restitution de dîmes, à titre de dédommagement, pour la reconstitution du château.
La famille de Soucelles ayant accumulé beaucoup de dettes a dû vendre ses biens en laissant place à la famille de Boylesve à la fin du XVIIe siècle.
Les terres de Soucelles retrouvaient une nouvelle importance avec les fiefs de Noirieux et de la Roche-Foulques apportés par la famille de Boylesve.
Mais cette famille a également de plus en plus de difficultés pour régler ses dettes et doit se séparer de la châtellenie.
Un acte est passé le 11 juin 1772 qui fait de Jean-Baptiste Ménage le nouveau propriétaire des terres.
En 1776, Jean-Baptiste Ménage s’engage dans la reconstruction du château tombé en mauvais état. Le nouvel édifice, d’une grande sobriété, est de style Louis XIV, bâti d’après un plan rectangulaire.
Après la Révolution, Jean-Baptiste-Joseph Ménage devient conseiller général (président du conseil de 1811 à 1813) et maire de Soucelles (1808-1830).
Durant la Seconde Guerre mondiale, la prairie de la « Grande Rivière » a servi pour des opérations aériennes particulières — appelées pick-up ou ramassages. Il s’agissait de préparer le transport clandestin vers le Royaume-Uni d’agents de renseignement alliés — britanniques ou français — ou de membres de la Résistance française intérieure, dont François Mitterrand.
Les communes de Soucelles et Villevêque se regroupent le 1er janvier 2019 en la commune nouvelle de Rives-du-Loir-en-Anjou.

## Politique et administration

### Administration municipale

#### Administration actuelle
Depuis le 1er janvier 2019, Soucelles constitue une commune déléguée au sein de la commune nouvelle de Rives-du-Loir-en-Anjou et dispose d'un maire délégué.
| Période      | Période  | Identité             | Étiquette | Qualité |
| ------------ | -------- | -------------------- | --------- | ------- |
| janvier 2019 | mai 2020 | Daniel Clément       |           |         |
| mai 2020     | en cours | Carine Lebris-Voinot |           | Avocate |

#### Administration ancienne
| Période      | Période                  | Identité         | Étiquette | Qualité                                 |
| ------------ | ------------------------ | ---------------- | --------- | --------------------------------------- |
| 1896         | 1927                     | Maurice Picard   |           |                                         |
| ca. 1947     |                          | M. Auzanne       |           |                                         |
| mars 1959    | mars 1965                | Marcel Houdoyer  | Mod.      | Exploitant agricole                     |
| mars 1965    | mars 1977                | Joseph Libeau    | PS        | Contremaître horticole                  |
| mars 1977    | octobre 1979 (démission) | Paulette Vallier |           | Commerçante retraitée                   |
| octobre 1979 | mars 1989                | Joseph Libeau    | PS        | Contremaître horticole, maire honoraire |
| mars 1989    | juin 1995                | Daniel Vincent   |           |                                         |
| juin 1995    | mars 2004 (démission)    | Raymond Rousseau |           | Adjoint administratif hospitalier       |
| avril 2004   | mars 2008                | Pierre Heulin    | DVD       | Professeur de lycée technique           |
| mars 2008    | décembre 2018            | Daniel Clément   | SE        | Directeur administratif et financier    |

### Intercommunalité
La commune était intégrée à la communauté urbaine Angers Loire Métropole, elle-même membre du syndicat mixte Pays Loire-Angers.

## Population et société

### Évolution démographique
L'évolution du nombre d'habitants est connue à travers les recensements de la population effectués dans la commune depuis 1793. Pour les communes de moins de 10 000 habitants, une enquête de recensement portant sur toute la population est réalisée tous les cinq ans, les populations de référence des années intermédiaires étant quant à elles estimées par interpolation ou extrapolation. Pour la commune, le premier recensement exhaustif entrant dans le cadre du nouveau dispositif a été réalisé en 2004.

En 2016, la commune comptait 2 560 habitants, en évolution de −2,29 % par rapport à 2010 (Maine-et-Loire : +2,12 %, France hors Mayotte : +2,11 %).
| 1793 | 1800 | 1806 | 1821 | 1831 | 1836 | 1841 | 1846 | 1851 |
| ---- | ---- | ---- | ---- | ---- | ---- | ---- | ---- | ---- |
| 447  | 592  | 678  | 841  | 852  | 852  | 911  | 939  | 956  |

| 1856 | 1861 | 1866 | 1872 | 1876 | 1881 | 1886 | 1891 | 1896 |
| ---- | ---- | ---- | ---- | ---- | ---- | ---- | ---- | ---- |
| 941  | 920  | 901  | 857  | 849  | 880  | 884  | 845  | 796  |

| 1901 | 1906 | 1911 | 1921 | 1926 | 1931 | 1936 | 1946 | 1954 |
| ---- | ---- | ---- | ---- | ---- | ---- | ---- | ---- | ---- |
| 738  | 730  | 717  | 673  | 633  | 605  | 609  | 662  | 667  |

| 1962 | 1968 | 1975 | 1982  | 1990  | 1999  | 2004  | 2006  | 2009  |
| ---- | ---- | ---- | ----- | ----- | ----- | ----- | ----- | ----- |
| 647  | 672  | 906  | 1 348 | 1 742 | 1 858 | 2 217 | 2 458 | 2 590 |

| 2014  | 2016  | - | - | - | - | - | - | - |
| ----- | ----- | - | - | - | - | - | - | - |
| 2 551 | 2 560 | - | - | - | - | - | - | - |

### Pyramide des âges
La population de la commune est relativement jeune. Le taux de personnes d'un âge supérieur à 60 ans (15 %) est en effet inférieur au taux national (21,8 %) et au taux départemental (21,4 %).
À l'instar des répartitions nationale et départementale, la population féminine de la commune est supérieure à la population masculine. Le taux (50,5 %) est du même ordre de grandeur que le taux national (51,9 %).
La répartition de la population de la commune par tranches d'âge est, en 2008, la suivante :
- 49,5 % d’hommes (0 à 14 ans = 26,1 %, 15 à 29 ans = 14,4 %, 30 à 44 ans = 25,4 %, 45 à 59 ans = 19,6 %, plus de 60 ans = 14,5 %) ;
- 50,5 % de femmes (0 à 14 ans = 27,7 %, 15 à 29 ans = 12,5 %, 30 à 44 ans = 24,3 %, 45 à 59 ans = 20 %, plus de 60 ans = 15,4 %).

| Hommes | Classe d’âge | Femmes |
| ------ | ------------ | ------ |
| 0,0    | 90 ans ou +  | 0,3    |
| 3,3    | 75 à 89 ans  | 4,4    |
| 11,2   | 60 à 74 ans  | 10,7   |
| 19,6   | 45 à 59 ans  | 20,0   |
| 25,4   | 30 à 44 ans  | 24,3   |
| 14,4   | 15 à 29 ans  | 12,5   |
| 26,1   | 0 à 14 ans   | 27,7   |

| Hommes | Classe d’âge | Femmes |
| ------ | ------------ | ------ |
| 0,4    | 90 ans ou +  | 1,1    |
| 6,3    | 75 à 89 ans  | 9,5    |
| 12,1   | 60 à 74 ans  | 13,1   |
| 20,0   | 45 à 59 ans  | 19,4   |
| 20,3   | 30 à 44 ans  | 19,3   |
| 20,2   | 15 à 29 ans  | 18,9   |
| 20,7   | 0 à 14 ans   | 18,7   |

## Économie
Sur 118 établissements présents sur la commune à fin 2010, 14 % relevaient du secteur de l'agriculture (pour une moyenne de 17 % sur le département), 6 % du secteur de l'industrie, 16 % du secteur de la construction, 54 % de celui du commerce et des services et 9 % du secteur de l'administration et de la santé.

## Culture locale et patrimoine

### Lieux et monuments
- Dolmen de la Pierre Cesée (MH)[17].
- Menhir dit le doigt de César (MH)[18].
- Château de Soucelles (MH), des XVIIe et XVIIIe siècles[19].
- Chapelle de la Roche-Foulques (MH)[20].
- Église Saint-Martin, construite au XIXe siècle.
- Le Pigeonnier[réf. nécessaire].

### Personnalités liées à la commune
- André Fardeau (1761-1794), prêtre réfractaire et martyr, y est né.
- Edmond Boyer (Saint-Junien-les-Combes 1882 - Angers 1951), député de Maine-et-Loire de 1924 à 1932, entrepreneur, propriétaire du château de Soucelles pendant toute la première partie du XXe siècle. Il fut disculpé de toute implication dans l'affaire Staviski (audience du mercredi 21 mars 1934).
- Samuel Albert (1988-), gagnant de Top Chef 2019, a grandi à Soucelles[21].